# GNOSIS – BRNO
GNOSIS – BRNO bylo hudební vydavatelství, které založil a provozoval Jiří Plocek v letech 1993-2004[zdroj?].

## Vydané tituly
| kód         | interpret                                      | název | žánr         | médium | rok vydání | poznámka |
| ----------- | ---------------------------------------------- | --- | ------------ | ------ | ---------- | --- |
| G-MUSIC 001 | Sváťa Kotas                                    | Pozdě v noci : Od bluegrassu k nové akustické hudbě                                                                                | bluegrass    | MC     | 1993       | |
| G-MUSIC 002 | Luboš Novotný                                  | Radost zarmoucených | country      | MC     | 1995       | |
| G-MUSIC 003 | Martin Hrbáč a Horňácká cimbálová muzika       | Horňácký hudec | lidová hudba | CD     | 1995       | |
| G-MUSIC 004 | Brněnské smyčcové trio                         | Dvořák & Martinů | vážná hudba  | CD     | 1995       | |
| G-MUSIC 005 | Teagrass                                       | Cestou na východ | bluegrass    | CD     | 1995       | |
| G-MUSIC 006 | Karel Rajmic: Cimbálová muzika Jaroslava Čecha | Karel Rajmic: Cimbálová muzika Jaroslava Čecha                                                                                     | lidová hudba | CD     | 1996       | |
| G-MUSIC 007 | František Okénka                               | Preletěuo vtáča | lidová hudba | CD     | 1996       | album k 75. narozeninám učitele a folkloristy Františka Okénky z Malé Vrbky |
| G-MUSIC 008 | Varmužova cimbálová muzika                     | Na Kyjovsku | lidová hudba | CD     | 1997       | |
| G-MUSIC 009 | Teagrass                                       | Moravské písně milostné | bluegrass    | CD     | 1999       | |
| G-MUSIC 010 | různí umělci                                   | Nejstarší zvukové záznamy moravského a slovenského lidového zpěvu : z folkloristické činnosti Leoše Janáčka a jeho spolupracovníků | lidová hudba | CD     | 1998       | ISBN 80-238-4299-4 |
| G-MUSIC 011 | Brněnské smyčcové trio                         | Skladby pro smyčcové nástroje | vážná hudba  | CD     | 1998       | Karel Ditters z Dittersdorfu: Tercet C dur Zoltán Kodály: Serenáda op. 12 Pavel Zemek-Novák: Smyčcové trio (s mešními zvony)                                                                                     |
| G-MUSIC 012 | Cimbálová muzika Olšava a hosté                | Kytice z Uherskobrodska | lidová hudba | CD     | 1998       | |
| G-MUSIC 013 | Horňácká muzika Miroslava Minkse               | Pesničky ze Lhoték | lidová hudba | CD     | 1999       | nahrávky Českého rozhlasu v Brně 1998 |
| G-MUSIC 014 | Muzika Jožky Kubíka a zpěváci z Horňácka       | Dalekonosné husle | lidová hudba | CD     | 1998       | nahrávky Českého rozhlasu z let 1953-1972 |
| nezjištěno  | různí umělci                                   | Moravský a slovenský lidový zpěv                                                                                                   | lidová hudba | CD     |            | |
| G-MUSIC 015 | Cimbálová muzika Soláň a hosté                 | Valašské pěsničky | lidová hudba | CD     | 2000       | |
| G-MUSIC 016 | Vlasta Grycová                                 | Pod Javorinú : lidové písně ze Strání                                                                                              | lidová hudba | CD     | 2000       | |
| G-MUSIC 017 | Dalibor Štrunc                                 | Prameny | lidová hudba | CD     | 2000       | reedice Cimbal Classic, 2008 |
| G-MUSIC 018 | Milan Vidlák                                   | Klid |              | CD     | 2000       | |
| G-MUSIC 019 | Miloš Jelínek                                  | Kontrabas klasický a virtuózní | vážná hudba  | CD     | 1999       | Johannes Matthias Sperger Fryderyk Chopin Giovanni Bottesini Sergej Rachmaninov Miloš Štědroň |
| nezjištěno  | Cimbálová muzika Jaroslava Čecha               | Muzicírování ve stodole | lidová hudba | CD     | 2000       | Nahráno 20. - 22. září 1985 ve stodole stařečka Pípala, Uherské Hradiště - Míkovice, původně LP vydal Supraphon 1986                                                                                             |
| G-MUSIC 020 | různí interpreti                               | Proměny v čase : tradiční lidová hudba na Moravě, Historické snímky, Současnost                                                    | lidová hudba | CD     | 2001       | |
| G-MUSIC 021 | Zdeněk Král a Martin J. Krajíček – K+K BAND    | Šoulet |              | CD     | 2000       | |
| G-MUSIC 022 | Zdeněk Kašpar a Cimbálová muzika Jasénka       | Přes Javorník chodník | lidová hudba | CD     | 2000       | |
| G-MUSIC 023 | nezjištěno                                     | |              |        |            | |
| G-MUSIC 024 | Jan Škrdlík                                    | Johann Sebastian Bach: Suity | vážná hudba  | CD     | 2002       | |
| G-MUSIC 025 | různí interpreti                               | Primášské legendy : Slávek Volavý - Jaroslav Staněk - Jura Petrů                                                                   | lidová hudba | CD     | 2002       | nahrávky Českého rozhlasu Brno z let 1966 - 1984, poprvé vyšlo jako MC kazeta v nakladatelství ALTRO v roce 1992                                                                                                 |
| G-MUSIC 026 | Michal Vavro & Stano Palúch                    | Acoustic colors |              | CD     | 2003       | |
| G-MUSIC 027 | Brněnští komorní sólisté                       | | vážná hudba  | CD     | 2004       | |
| G-MUSIC 028 | Smyčcové trio Gideon                           | Pieces for violin, viola and violoncello                                                                                           | vážná hudba  | CD     | 2004       | Gideon Klein: Trio pro housle, violu a violoncello (Terezín 1944) Joseph Haydn: Smyčcové trio G dur, op. 53 Jiří Matys: Smyčcové trio (Profesoru Bedřichu Havlíkovi) Franz Schubert: Smyčcové trio B dur, D. 471 |